# Brun sköldmossa
Brun sköldmossa (Buxbaumia aphylla) är en bladmossart som beskrevs av Hedwig 1801. Enligt Catalogue of Life ingår Brun sköldmossa i släktet sköldmossor och familjen Buxbaumiaceae, men enligt Dyntaxa är tillhörigheten istället släktet sköldmossor och familjen Buxbaumiaceae. Arten är reproducerande i Sverige. Inga underarter finns listade i Catalogue of Life.

## Bildgalleri

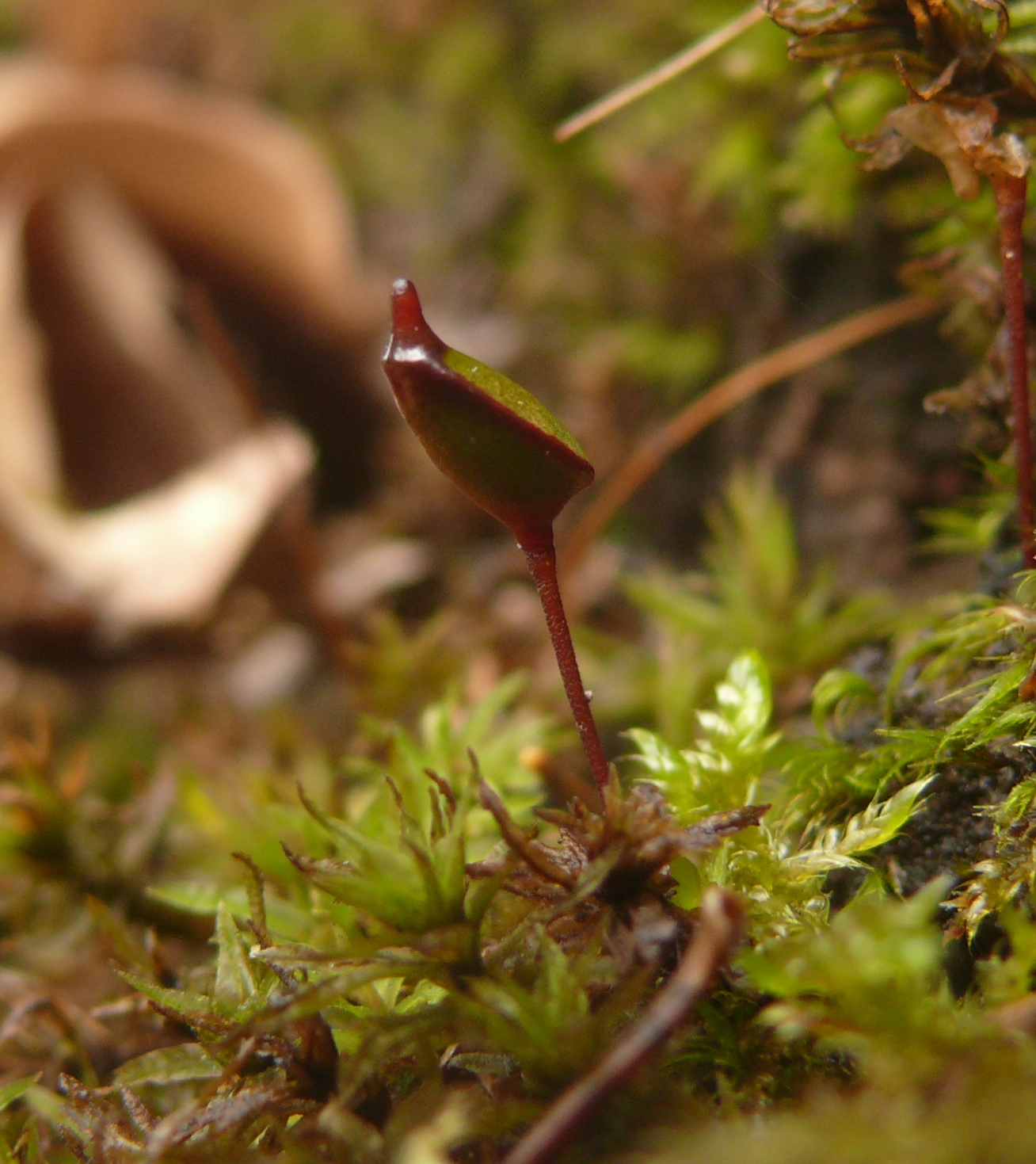
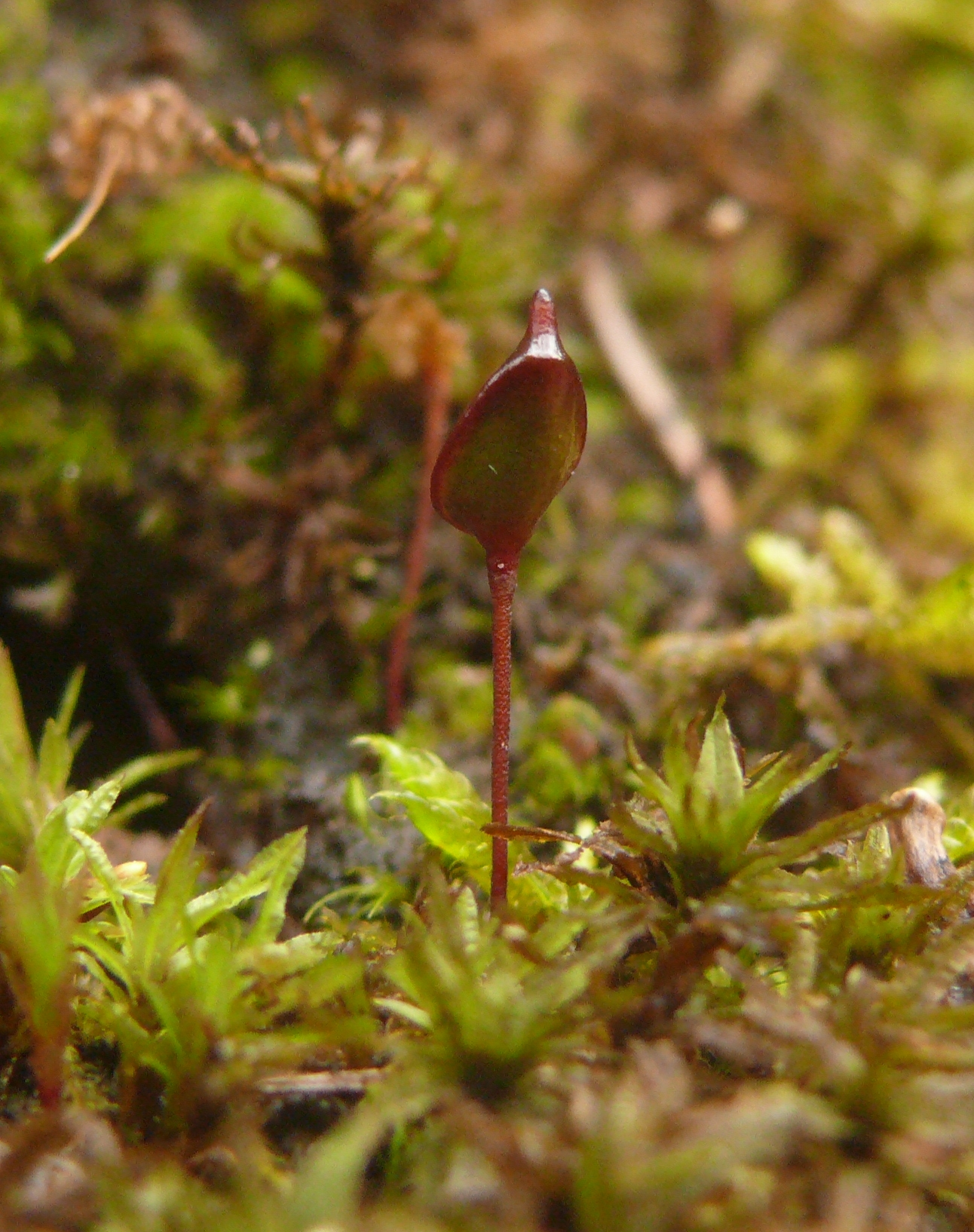
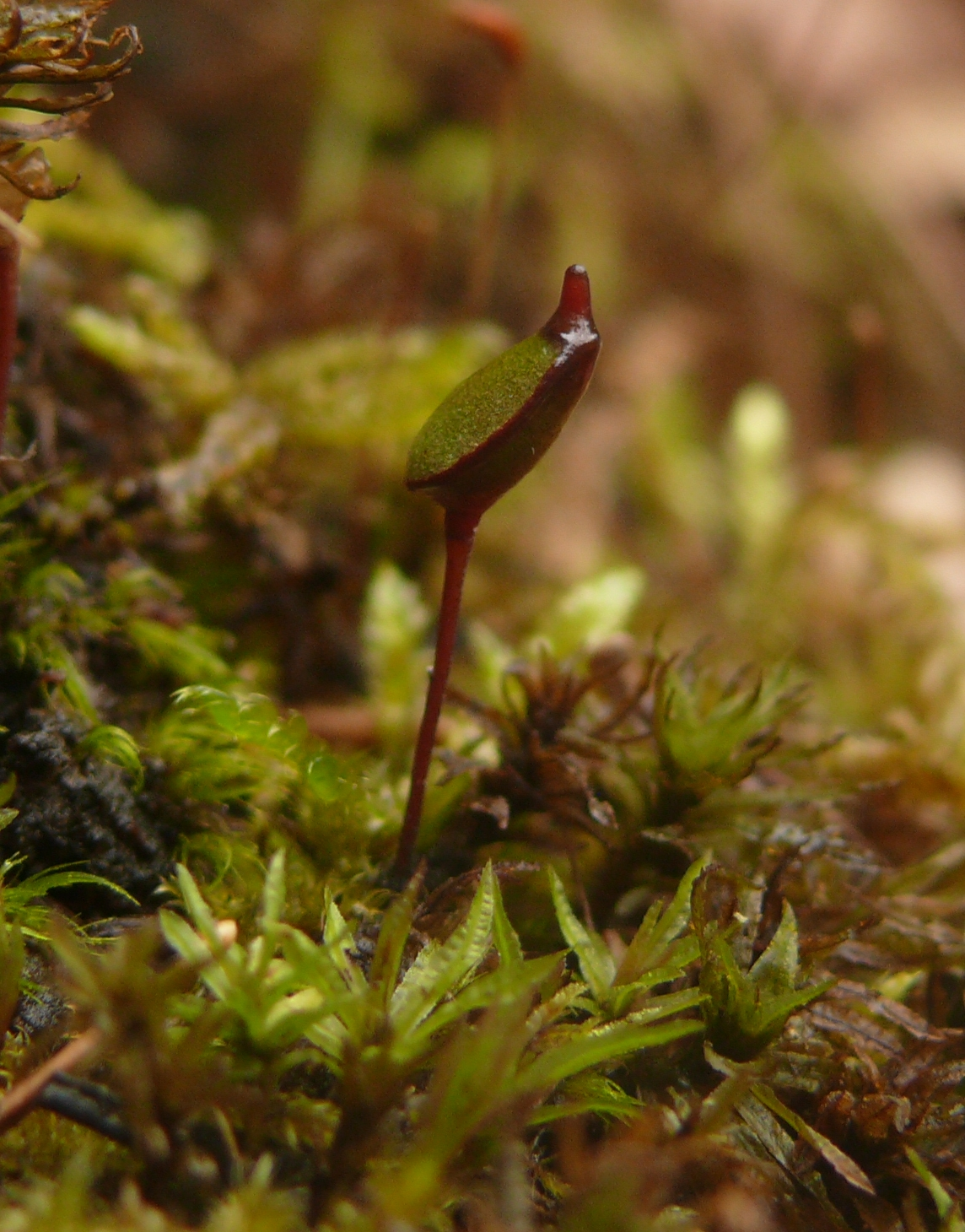
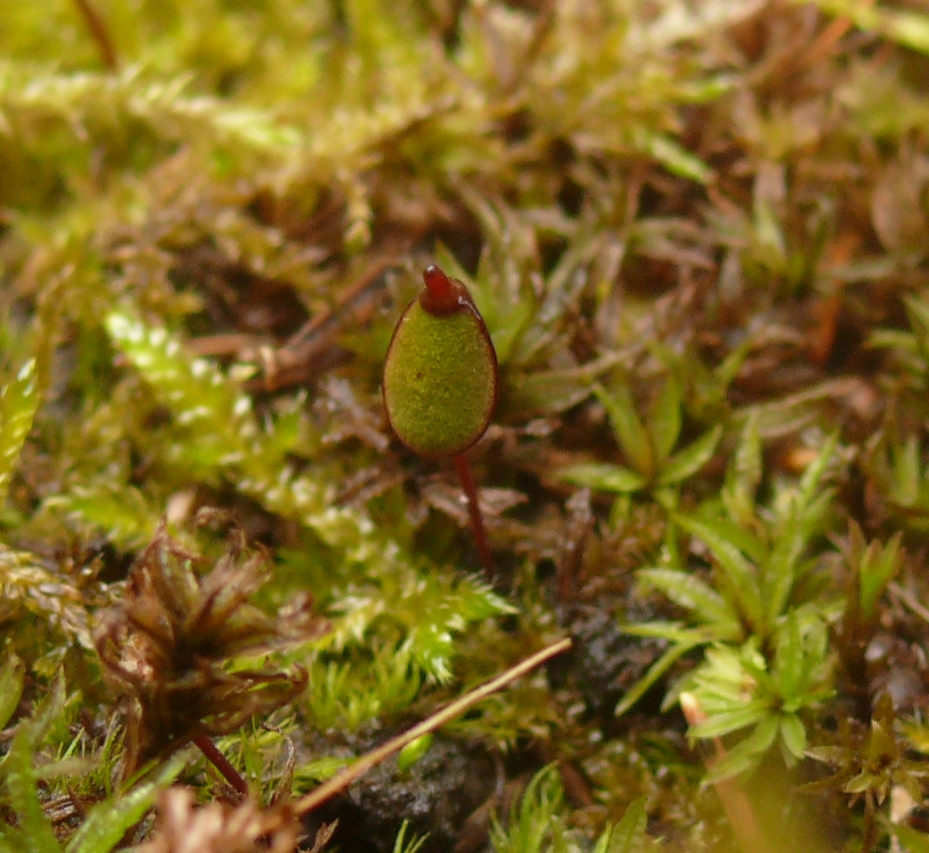